# Johann Wilhelm Meyer
Johann Wilhelm Meyer est né le 18 septembre 1690 à Schaffhouse et mort le 27 décembre 1767 dans la même ville, est un pasteur protestant suisse.

## Biographie
Membre de la famille Meyer, Johann Wilhelm est le fils de Heinrich Meyer. Il entreprit des études de théologie jusqu'en 1720, année où il passa son examen et où il épousa Maria Magdalena Jezler. Il fut successivement pasteur à Hemmental (1721-1722), à Siblingen (1722-1737) et à Herblingen (1737-1739) puis précepteur au gymnase de Schaffhouse (1737-1749), prédicateur du soir (1739-1749), puis pasteur à l'abbatiale de Schaffhouse (1749-1756). Enfin il devint l'un des trois plus importants pasteurs de Schaffhouse, pasteur à l'église Saint-Jean (1756-1767) puis antistès et doyen. 

## Source
- Matthias Wipf, « Meyer, Johann Wilhelm » dans le Dictionnaire historique de la Suisse en ligne, version du 10 mars 2008.